# Шерідан Сміт
Шерідан Сміт (англ. Sheridan Caroline Sian Smith; нар. 25 червня 1981, Епворт, графство Лінкольншир, Велика Британія) — британська акторка театру та кіно, співачка.
Шерідан Сміт здобула славу завдяки різним ролям у таких ситкомах, як Сімейство Ройлів (1999–2000), Дві пінти лагера й пачка чипсів (2001–2011), Гевін і Стейсі (2008–2010), та Бенідорм (2009). Вона зіграла роль Джой Росс у драматичному серіалі Джонатан Крік (2009–2013) і продовжила отримувати схвальні відгуки критики за свої ролі у цілій низці телевізійних драм, таких як Місіс Біґґз (2012), Сілла (2014), Слово на літеру «Р» (2015), Чорна робота (2015), і Мурсайд (2017). Вона також виконувала другорядні ролі в таких фільмах, як Тауер-Блок (2012), Квартет (2012), та Мисливець і Снігова королева (2016).
Шерідан Сміт була виконавицею ролей у вест-ендівських мюзиклах Крамничка жахіть (2007), Законна блондинка (2010), Кумедна дівчина (2016), та Джозеф та його дивовижний кольоровий плащ снів (2019). 2017 року вона випустила свій дебютний музичний альбом під назвою Sheridan. Другий студійний альбом, A Northern Soul, вийшов 2018 року.
Сміт є лауреаткою двох премій Лоуренса Олів'є, премії БАФТА, a Національної телевізійної премії Великої Британії, премії BPG, а також двічі номінувалася на Міжнародну премію «Еммі». 2015 року вона отримала звання офіцерки Ордена Британської імперії (OBE) за свій внесок у драму як мистецький жанр.

## Особисте життя
Шерідан Сміт була у стосунках з англійським актором Джеймсом Корденом з 2007 до 2009 року. У 2018 році вона почала зустрічатись з страховим брокером Джеймі Горном, була заручена. В 2021 році вони розійшлися. Від цих стосунків народила сина Біллі Горна 9 травня 2020 року. 

## Фільмографія
- 2011 : Як припинити бути невдахою
- 2012 : «Квартет» / (Quartet) —  доктор Люсі Коган
- 2013 : Чим більше ти мене ігноруєш